# Mistrovství světa v ledním hokeji 1995
59. Mistrovství světa v ledním hokeji 1995 se konalo ve Švédsku v Stockholmu a Gävle ve dnech 25. dubna – 6. května 1995. Mistrovství světa vyhrál poprvé výběr Finska.
Mistrovství se zúčastnilo 39 mužstev, rozdělených podle výkonnosti do čtyř skupin. V A-skupině startovalo dvanáct účastníků, rozdělených do dvou šestičlenných skupin, z nichž první čtyři postoupily do play off, kde se hrálo o medaile. Týmy, které skončily ve skupině na šestém místě, hrály o záchranu.

## Výsledky a tabulky

### Skupina A
|    |           | RUS | ITA | FRA | CAN | GER | SUI | V | R | P | Skóre | B  |
| 1. | Rusko     | *** | 4:2 | 3:1 | 5:4 | 6:3 | 8:0 | 5 | 0 | 0 | 26:10 | 10 |
| 2. | Itálie    | 2:4 | *** | 5:2 | 2:2 | 2:1 | 3:2 | 3 | 1 | 1 | 14:11 | 7  |
| 3. | Francie   | 1:3 | 2:5 | *** | 4:1 | 4:0 | 3:2 | 3 | 0 | 2 | 14:11 | 6  |
| 4. | Kanada    | 4:5 | 2:2 | 1:4 | *** | 5:2 | 5:3 | 2 | 1 | 2 | 17:16 | 5  |
| 5. | Německo   | 3:6 | 1:2 | 0:4 | 2:5 | *** | 5:3 | 1 | 0 | 4 | 11:20 | 2  |
| 6. | Švýcarsko | 0:8 | 2:3 | 2:3 | 3:5 | 3:5 | *** | 0 | 0 | 5 | 10:24 | 0  |

 Francie -  Německo	4:0 (2:0, 1:0, 1:0)
23. dubna 1995 (14:00) – Gävle (Gavlerinken)

Branky Francie: 12:02 Serge Poudier, 19:03 Michel Galarneau, 21:07 Stephane Barin, 54:28 Stephane Barin.

Rozhodčí: Lepaus (FIN) - Norrman, Enestedt (SWE)

Vyloučení: 4:1 (1:0)

Diváků: 2 500
 Rusko -  Itálie	4:2 (1:0, 0:0, 3:2)
23. dubna 1995 (18:00) – Gävle (Gavlerinken)

Branky Ruska: 11:11 Alexej Solomatin, 50:05 Stanislav Romanov, 56:12 Stanislav Romanov, 58:21 Sergej Berezin.

Branky Itálie: 49:33 Gaetano Orlando, 51:08 Stefano Figliuzzi.

Rozhodčí: Johansson (SWE) - Český (CZE), Strasil (AUT)

Vyloučení: 3:4

Diváků: 2 100
 Kanada -  Švýcarsko 	5:3 (3:1, 0:2, 2:0)
24. dubna 1995 (15:00) – Gävle (Gavlerinken)

Branky Kanady: 5:05 Iain Fraser, 7:28 Luciano Borsato, 14:43 Andrew McKim, 52:35 Raffaele Intranuovo, 55:50 Andrew McKim.

Branky Švýcarska: 17:49 Sandro Bertaggia, 24:12 Andy Ton, 35:24 Andy Ton.

Rozhodčí: Rejthar (CZE) - Andersen (NOR), Enestedt (SWE)

Vyloučení: 10:6 (1:2, 1:0) + Luciano Borsato na 10 min.

Diváků: 3 500
 Itálie -  Německo	2:1 (0:0, 1:1, 1:0)
24. dubna 1995 (19:00) – Gävle (Gavlerinken)

Branky Itálie: 33:38 Maurizio Mansi, 49:12 Giorgio Camploi.

Branky Německa: 35:33 Benoit Doucet.

Rozhodčí: Danko (SVK) - Rautavuori, Ringborn (FIN)

Vyloučení: 13:10 (0:1)

Diváků: 2 700
 Francie -  Kanada 	4:1 (3:1, 1:0, 0:0)
25. dubna 1995 (15:00) – Gävle (Gavlerinken)

Branky Francie: 3:41 Philippe Bozon, 4:07 Jean Soghomonian, 13:26 Christian Pouget, 39:02 Christian Pouget.

Branky Kanady: 8:50 Raffaele Intranuovo.

Rozhodčí: Johansson (SWE) – Anderssen (NOR), Norrman (SWE)

Vyloučení: 6:7 (2:0)

Diváků: 3 000
 Rusko -  Švýcarsko 		8:0 (0:0, 5:0, 3:0)
25. dubna 1995 (19:00) – Gävle (Gavlerinken)

Branky Ruska: 24:18 Oleg Bělov, 24:59 Alexej Solomatin, 33:00 Vjačeslav Bykov, 33:22 Sergej Berezin, 34:40 Oleg Bělov, 42:14 Stanislav Romanov, 43:04 Sergej Berezin, 58:14 Sergej Berezin.

Rozhodčí: Lepaus (FIN) –

Vyloučení: 8:11 (2:0) + Bruderer na 5 min + do konce utkání.

Diváků: 2 800
 Rusko -  Francie 	3:1 (1:0, 1:0, 1:1)
26. dubna 1995 (19:00) - Gävle (Gavlerinken)

Branky Ruska: 7:12 Vjačeslav Bykov, 25:48 Alexandr Prokopjev, 46:38 Sergej Berezin.

Branky Francie: 54:13 Serge Poudier.

Rozhodčí: Hearn (USA) – Rautavuori, Ringbom (FIN)

Vyloučení: 4:2 (0:1)

Diváků: 3 100
 Itálie -  Švýcarsko 		3:2 (0:1, 1:1, 2:0)
27. dubna 1995 (15:00) - Gävle (Gavlerinken)

Branky Itálie: 35:45 Giorgio Camploi, 44:59 John Massara, 57:40 Maurizio Mansi.

Branky Švýcarska: 5:51 Vjeran Ivankovič, 25:15 Jaen Aeschlimann.

Rozhodčí: Johansson – Norrman, Enestedt (SWE)

Vyloučení: 8:6

Diváků: 3 800
 Kanada -  Německo	5:2 (1:1, 1:0, 3:1)
27. dubna 1995 (19:00) - Gävle (Gavlerinken)

Branky Kanady: 19:19 Andrew McKim, 27:51 Andrew McKim, 45:15 Jean-Francois Jomphe, 56:33 Chris Govedaris, 57:53 Andrew McKim.

Branky Německa: 2:33 Thomas Brandl, 47:02 Thomas Brandl.

Rozhodčí: Vajsfeld (RUS) - Rautavuori, Ringbom (FIN)

Vyloučení: 10:8 (1:0, 0:1) + Holzmann na 10 min.

Diváků: 4 400
 Francie -  Švýcarsko 		3:2 (1:0, 1:1, 1:1)
28. dubna 1995 (15:00) - Gävle (Gavlerinken)

Branky Francie: 4:08 Serge Poudier, 32:14 Serge Poudier, 44:59 Philippe Bozon.

Branky Švýcarska: 28:18 Patrick Howald, 42:08 Vjeran Ivankovič.

Rozhodčí: Lepaus (FIN) -

Vyloučení: 5:3

Diváků: 3 700
 Rusko -  Německo 	6:3 (0:1, 5:1, 1:1)
28. dubna 1995 (19:00) – Gävle (Gavlerinken)

Branky Ruska: 29:05 Sergej Sorokin, 29:57 Sergej Berezin, 33:01 Andrej Chomutov, 34:25 Stanislav Romanov, 39:04 Sergej Berezin, 46:34 Igor Fedulov.

Branky Německa: 16:14 Benoit Doucet, 20:23 Jayson Meyer, 52:50 Torsten Kienass.

Rozhodčí: Rejthar (CZE) – Anderson (NOR), Český (CZE)

Vyloučení: 13:12 (2:2) + Oswald na 10 min.

Diváků: 3 810
 Kanada -  Itálie		2:2 (1:0, 0:0, 1:2)
29. dubna 1995 (15:00) – Gävle (Gavlerinken)

Branky Kanady: 9:56 Todd Hlushko, 43:40 Mark Freer.

Branky Itálie: 42:28 Roland Ramoser, 46:03 Stefano Figliuzzi.

Rozhodčí: Rejthar (CZE) – Norrman (SWE), Ringbom (FIN)

Vyloučení: 7:6

Diváků: 4 962
 Německo -  Švýcarsko 		5:3 (1:0, 2:1, 2:2)
30. dubna 1995 (14:00) – Gävle (Gavlerinken)

Branky Německa: 1:20 Andreas Niederberger, 26:35 Benoit Doucet, 32:16 Thomas Brandl, 40:15 Thomas Brandl, 53:47 Thomas Brandl.

Branky Švýcarska: 37:51 [Andy Ton, 47:46 Martin Bruderer, 55:04 Andy Ton.

Rozhodčí: Hearn (USA) – Andersen (NOR), Český (CZE)

Vyloučení: 7:6 (3:2)

Diváků: 7 500
 Rusko -  Kanada 	5:4 (2:1, 1:1, 2:2)
30. dubna 1995 (18:00) – Gävle (Gavlerinken)

Branky Ruska: 3:29 Alexandr Prokopjev, 13:56 Igor Fedulov, 30:06 Andrej Skopincev, 51:04 Sergej Šenděljev, 54:53 Oleg Bělov.

Branky Kanady: 19:46 Raffaele Intranuovo, 23:57 Jamie Heward, 56:40 Todd Hlushko, 58:44 Brad Schlegel.

Rozhodčí: Bertolotti (SUI) – Enestedt, Norman (SWE)

Vyloučení: 5:8 (2:2)

Diváků: 6 000
 Itálie -  Francie 	5:2 (1:0, 2:0, 2:2)
1. května 1995 (16:00) – Gävle (Gavlerinken)

Branky Itálie: 15:27 Mario Chitarroni, 22:26 Giuseppe Busillo, 39:28 Maurizio Mansi, 50:30 Martin Pavlů, 53:17 Martin Pavlů.

Branky Francie: 52:32 Jean Lemoine, 56:57 Franck Pajonkowski.

Rozhodčí: Vajsfeld (RUS) – Strasil (AUT), Burt (USA)

Vyloučení: 6:4 (1:1, 1:0)

Diváků: 2 700

### Skupina B
|    |          | USA | FIN | SWE | CZE | NOR | AUT | V | R | P | Skóre | B |
| 1. | USA      | *** | 4:4 | 2:2 | 4:2 | 2:1 | 5:2 | 3 | 2 | 0 | 17:11 | 8 |
| 2. | Finsko   | 4:4 | *** | 6:3 | 0:3 | 5:2 | 7:2 | 3 | 1 | 1 | 22:14 | 7 |
| 3. | Švédsko  | 2:2 | 3:6 | *** | 2:1 | 5:0 | 5:0 | 3 | 1 | 1 | 17:9  | 7 |
| 4. | Česko    | 2:4 | 3:0 | 1:2 | *** | 3:1 | 5:2 | 3 | 0 | 2 | 14:9  | 6 |
| 5. | Norsko   | 1:2 | 2:5 | 0:5 | 1:3 | *** | 5:3 | 1 | 0 | 4 | 9:18  | 2 |
| 6. | Rakousko | 2:5 | 2:7 | 0:5 | 2:5 | 3:5 | *** | 0 | 0 | 5 | 9:27  | 0 |

 Švédsko -  Norsko 	5:0 (0:0, 2:0, 3:0)
23. dubna 1995 (16:00) – Stockholm (Globen)

Branky Švédska: 35:23 Per-Erik Eklund, 36:32 Andreas Johansson, 53:53 Andreas Johansson, 54:44 Mikael Johansson, 59:05 Jonas Johnson.

Rozhodčí: Slapke (GER) - Frizzel, Sartison (CAN).

Vyloučení: 7:7

Diváků: 11 854
 Česko -  Finsko	3:0 (1:0, 0:0, 2:0)
23. dubna 1995 (20:00) – Stockholm (Globen)

Branky Česka: 18:04 Radek Bělohlav, 57:29 Roman Meluzín, 59:23 Jiří Dopita.

Rozhodčí: Bertolotti (SUI) – Langer (GER), Burt (USA)

Vyloučení: 8:6 + Saku Koivu na 10 min. (0:0, 1:0)

Diváků: 11 462
Česko: Roman Turek – Petr Kuchyňa, Jan Vopat, Jiří Vykoukal, Bedřich Ščerban, Antonín Stavjaňa, František Kaberle – Tomáš Sršeň, Jiří Dopita, Richard Žemlička – Pavel Janků, Jiří Kučera, Roman Meluzín – Otakar Vejvoda, Pavel Patera,Martin Procházka – Radek Bělohlav, Roman Horák, Pavel Geffert.
Finsko: Jarmo Myllys – Timo Jutila, Janne Niinimaa, Mika Strömberg, Erik Hämäläinen, Hannu Virta, Marko Kiprusoff – Tero Lehterä, Raimo Helminen, Mika Nieminen – Marko Palo, Esa Keskinen, Raimo Summanen – Juha Ylönen, Saku Koivu, Ville Peltonen.
 USA -  Rakousko	5:2 (3:1, 1:0, 1:1)
24. dubna 1995 (16:00) – Stockholm (Globen)

Branky USA: 1:06 Mike Knuble, 19:00 Craig Charron, 19:47 Joe Frederick, 31:19 Mike Knuble, 59:41 Jon Morris.

Branky Rakouska: 17:56 [Dieter Kalt, 59:13 Werner Kerth.

Rozhodčí: Vajsfeld – Zajnutdinov (RUS), Gasser (ITA)

Vyloučení: 8:4 (1:2) + Charron na 10 min.

Diváků: 6 817
 USA -  Norsko 	2:1 (2:0, 0:0, 0:1)
25. dubna 1995 (15:00) – Stockholm (Globen)

Branky USA: 8:21 Chris Imes, 16:07 Jon Morris.

Branky Norska: 48:37 Trond Magnussen.

Rozhodčí: Bibieau – Frizzel (CAN), Ollier (FRA)

Vyloučení: 6:4 (0:1)

Diváků: 8 941
 Finsko -  Švédsko 	6:3 (0:1, 3:2, 3:0)
25. dubna 1995 (20:00) – Stockholm (Globen)

Branky Finska: 35:34 Saku Koivu, 36:08 Mika Nieminen, 39:00 Ville Peltonen, 41:31 Saku Koivu, 44:35 Timo Jutila, 49:44 Ville Peltonen.

Branky Švédska: 2:26 Daniel Alfredsson, 32:24 Andreas Dackell, 37:06 Andreas Johansson.

Rozhodčí: Hearn – Burt (USA), Langer (GER)

Vyloučení: 12:10 (2:1, 1:0)

Diváků: 13 850
 Česko -  Rakousko	5:2 (3:0, 0:2, 2:0)
26. dubna 1995 (16:00) – Stockholm (Globen)

Branky Česka: 1:54 Martin Procházka, 6:19 Jiří Vykoukal, 7:12 Tomáš Sršeň, 42:56 Martin Procházka, 44:15 Richard Žemlička.

Branky Rakouska: 23:22 Werner Kerth, 30:30 Dieter Kalt.

Rozhodčí: Slapke (GER) – Ollier (FRA), Sartison (CAN)

Vyloučení: 3:8 (1:1)

Diváků: 6 531
Česko: Petr Bříza – Petr Kuchyňa, Jan Vopat, Jiří Vykoukal, Ivan Vlček, Antonín Stavjaňa, František Kaberle, Bedřich Ščerban – Tomáš Sršeň, Jiří Dopita, Richard Žemlička – Pavel Janků, Jiří Kučera, Roman Meluzín – Otakar Vejvoda, Pavel Patera,Martin Procházka – Radek Bělohlav, Martin Hosták, Roman Horák – Pavel Geffert.
Rakousko: Claus Dalpiaz – Michael Shea, Martin Ulrich, Herbert Hohenberger, James Burton, Gerhard Unterluggauer, Engelbert Linder, Michael Günter, Karl Heinzle – Gerald Ressmann, Werner Kerth, Dieter Kalt – Helmut Karel, Andreas Pusnik, Richard Nasheim – Gerhard Puschnik, Manfred Mühr, Gerald Rauchenwald – Robin Doyle, Kenneth Strong, Patrick Pilloni.
 Finsko -  Norsko 	5:2 (1:0, 2:0, 2:2)
26. dubna 1995 (19:00) – Stockholm (Globen)

Branky Finska: 4:15 Mika Strömberg, 20:35 Hannu Virta, 24:55 Timo Jutila, 43:18 Mika Nieminen, 54:39 Saku Koivu.

Branky Norska: 50:14 Espen Knutsen, 52:42 Trond Magnussen.

Rozhodčí: Rejthar (CZE) – Gasser (ITA), Zajnutdinov (RUS)

Vyloučení: 8:10 (3:1)

Diváků: 7 842
 Česko -  USA 	2:4 (0:0, 0:2, 2:2)
27. dubna 1995 (15:00)- Stockholm (Globen)

Branky Česka: 52:43 Roman Horák, 56:53 Antonín Stavjaňa.

Branky USA: 26:23 Brett Hauer, 33:26 Jon Morris, 51:55 Paul Stanton, 60:00 Timothy Beroland.

Rozhodčí: Lepaus (FIN) – Zajnutdinov (RUS), Langer (GER)

Vyloučení: 5:10 (1:2)

Diváků: 7 452
Česko: Roman Čechmánek – Petr Kuchyňa, Jan Vopat, Jiří Vykoukal, Bedřich Ščerban, Antonín Stavjaňa, František Kaberle – Tomáš Sršeň, Jiří Dopita, Richard Žemlička – Pavel Janků, Jiří Kučera, Roman Meluzín – Otakar Vejvoda, Martin Hosták, Martin Procházka – Radek Bělohlav, Roman Horák, Pavel Geffert.
USA: Pat Jablonski – Brett Hauer, Tom O'Regan, Chris Imes, Patrick Neaton, Jason McBein, Paul Stanton – Brad Jones, Jon Morris, Cal Mcgowan – Joe Frederick, Craig Charron, Chris O'Sullivan – Mike Knuble, Jacques Joubert, Mike Pomichter – Timothy Beroland, Todd Harkins, Brian Rafalski.
 Švédsko -  Rakousko	5:0 (1:0, 1:0, 3:0)
27. dubna 1995 (19:00) – Stockholm (Globen)

Branky Švédska: 17:11 Erik Huusko, 30:31 Christer Olsson, 45:41 Fredrik Stillman, 46:18 Erik Huusko, 56:46 Robert Nordmark.

Rozhodčí: Bibeau – Frizzel (CAN), Burt (USA)

Vyloučení: 4:6 (3:0)

Diváků: 10 258
 Švédsko -  USA 	2:2 (2:1, 0:0, 0:1)
28. dubna 1995 (19:00) – Stockholm (Globen)

Branky Švédska: 7:42 Tommy Sjödin, 11:15 Christer Olsson.

Branky USA: 0:40 Brett Hauer, 44:14 Patrick Neaton.

Rozhodčí: Danko (SVK) -

Vyloučení: 5:8 (2:0)

Diváků: 13 850
 Finsko -  Rakousko	7:2 (4:1, 3:0, 0:1)
29. dubna 1995 (15:00) – Stockholm (Globen)

Branky Finska: 0:25 Sami Kapanen, 1:18 Raimo Summanen, 4:43 Petteri Nummelin, 16:31 Marko Palo, 26:18 Mika Nieminen, 27:09 Juha Ylönen, 35:57 Jere Lehtinen.

Branky Rakouska: 9:56 Gerald Ressmann, 57:47 Andreas Pusnik.

Rozhodčí: Vajsfeld – Zajnutdinov (RUS), Langer (GER)

Vyloučení: 3:5 (2:0)

Diváků: 10 438
 Česko -  Norsko 		3:1 (1:0, 1:1, 1:0)
29. dubna 1995 (20:00) – Stockholm (Globen)

Branky Česka: 0:47 Pavel Janků, 27:25 iří Vykoukal, 55:18 Radek Bělohlav.

Branky Norska: 38:00 Trond Magnussen.

Rozhodčí: Bertolotti (SUI) – Burt (USA), Ollier (FRA)

Vyloučení: 4:2 (0:1)

Diváků: 8 864
Česko: Roman Turek – Jiří Vykoukal, Bedřich Ščerban, Petr Kuchyňa, Jan Vopat, Antonín Stavjaňa, František Kaberle – Tomáš Sršeň, Jiří Dopita, Richard Žemlička – Otakar Vejvoda, Pavel Patera,Martin Procházka – Pavel Janků, Jiří Kučera, Roman Meluzín – Radek Bělohlav, Roman Horák, Pavel Geffert.
Norsko: Robert Schistad – Peter Salsten, Carl Andersen, Tommy Jakobsen, Sven Nörstebö, Öysten Olsen, René Hansen – Rune Fjeldstadt, Örjan Lövdal, Henrik Abby – Trond Magnussen, Espen Knutsen, Erik Tveten – Björn Dahl, Petter Thoresen, Marius Rath – Erik Paulsen, Geir Hoff, Sjur Nilsen.
 USA -  Finsko	4:4 (1:0, 2:1, 1:3)
30. dubna 1995 (16:00) – Stockholm (Globen)

Branky USA: 8:16 Timothy Beroland, 25:13 Mike Pomichter, 31:06 Todd Harkins, 37:10 Cal Mcgowan.

Branky Finska: 32:17 Saku Koivu, 42:55 Timo Jutila, 51:02 Saku Koivu, 57:44 Juha Ylönen.

Rozhodčí: Bibeau – Sartison (CAN), Zajnutdinov (RUS)

Vyloučení: 4:7 (1:1, 0:1)

Diváků: 13 850
 Česko -  Švédsko 	1:2 (1:0, 0:2, 0:0)
30. dubna 1995 (20:00) – Stockholm (Globen)

Branky Česka: 5:31 Otakar Vejvoda.

Branky Švédska: 29:04 Mikael Johansson, 31:37 Tomas Forslund.

Rozhodčí: Slapke (GER) – Burt (USA), Gasser (ITA)

Vyloučení: 8:6 (1:1)

Diváků: 13 850
Česko: Roman Turek – Petr Kuchyňa, Jan Vopat, Antonín Stavjaňa, František Kaberle, Jiří Vykoukal, Bedřich Ščerban, Ivan Vlček - Pavel Janků, Jiří Kučera, Roman Meluzín – Tomáš Sršeň, Jiří Dopita, Richard Žemlička – Otakar Vejvoda, Pavel Patera,Martin Procházka – Radek Bělohlav, Roman Horák, Pavel Geffert.
Švédsko: Thomas Östlund – Christer Olsson, Tomas Jonsson, Leif Rohlin, Robert Nordmark, Fredrik Stillman, Tommy Sjödin – Roger Hansson, Per-Erik Eklund, Tomas Forslund – Jonas Bergkvist, Charles Berglund, Daniel Alfredsson – Andreas Johansson, Stefan Örnskog, Mikael Johansson – Andreas Dackell, Jonas Johnson, Stefan Nilsson.
 Norsko -  Rakousko	5:3 (1:1, 4:2, 0:0)
1. května 1995 (16:00) – Stockholm (Globen)

Branky Norska: 18:06 Rune Fjeldstadt, 25:11 Henrik Abby, 31:00 Espen Knutsen, 31:56 Marius Rath, 36:57 Öysten Olsen.

Branky Rakouska: 18:23 Richard Nasheim, 33:35 James Burton, 36:10 Dieter Kalt.

Rozhodčí: Danko (SVK) – Frizzel (CAN), Ollier (FRA)

Vyloučení: 4:4 (1:1)

Diváků: 7 327

### Play off
|  | Čtvrtfinále | Čtvrtfinále |         |       | Semifinále  | Semifinále  |  |  | Finále | Finále |
|  |             |             |         |       |             |             |  |  |        |        |
|  |             |             |         |       |             |             |  |  |        |        |
|  |             |             |         |       |             |             |  |  |        |        |
|  | Finsko      | 5           |         |       |             |             |  |  |        |        |
|  | Finsko      | 5           |         |       |             |             |  |  |        |        |
|  | Francie     | 0           |         |       |             |             |  |  |        |        |
|  | Francie     | 0           | Finsko  | 3     |             |             |  |  |        |        |
|  |             |             | Finsko  | 3     |             |             |  |  |        |        |
|  |             | Česko       | 0       |       |             |             |  |  |        |        |
|  | Česko       | Česko       | 0       | 2     |             |             |  |  |        |        |
|  | Česko       |             |         | 2     |             |             |  |  |        |        |
|  | Rusko       | 0           |         |       |             |             |  |  |        |        |
|  | Rusko       | 0           | Finsko  | 4     |             |             |  |  |        |        |
|  |             |             | Finsko  | 4     |             |             |  |  |        |        |
|  |             | Švédsko     | 1       |       |             |             |  |  |        |        |
|  | Švédsko     | Švédsko     | 1       | 7     |             |             |  |  |        |        |
|  | Švédsko     |             |         | 7     |             |             |  |  |        |        |
|  | Itálie      | 0           |         |       |             |             |  |  |        |        |
|  | Itálie      | 0           | Švédsko | 3     | Třetí místo | Třetí místo |  |  |        |        |
|  |             |             | Švédsko | 3     | Třetí místo | Třetí místo |  |  |        |        |
|  |             | Kanada      | 2       |       |             |             |  |  |        |        |
|  | Kanada      | Kanada      | 2       | 4     | Kanada      | 4           |  |  |        |        |
|  | Kanada      |             |         | 4     | Kanada      | 4           |  |  |        |        |
|  | USA         | 1           |         | Česko | 1           |             |  |  |        |        |
|  | USA         | 1           |         |       | 1           |             |  |  |        |        |
|  |             |             |         |       |             |             |  |  |        |        |
|  |             |             |         |       |             |             |  |  |        |        |

### Čtvrtfinále
Švédsko -  Itálie		7:0 (2:0, 3:0, 2:0)
2. května 1995 (16:00) – Stockholm (Globen)

Branky Švédska: 8:04 Tommy Sjödin, 8:33 Stefan Nilsson, 23:16 Andreas Dackell, 28:51 Andreas Dackel, 32:50 Tomas Forslund, 43:17 Fredrik Stillman, 47:16 Stefan Örnskog.

Rozhodčí: Rejthar (CZE) – Burt (USA), Langer (GER)

Vyloučení: 4:12 (3:0, 1:0) + Mario Chitarroni 10 min.

Diváků: 13 850
 Finsko -  Francie 	5:0 (0:0, 4:0, 1:0)
2. května 1995 (20:00) – Stockholm (Globen)

Branky Finska: 27:52 Timo Jutila, 29:09 [Esa Keskinen, 29:51 Janne Niinimaa, 38:06 Tero Lehterä, 45:02 Jere Lehtinen.

Rozhodčí: Slapke (GER) – Enestedt, Norrman (SWE)

Vyloučení: 7:8 (1:0)

Diváků: 13 118.
 Česko -  Rusko 	2:0 (1:0, 0:0, 1:0)
3. května 1995 (16:00) – Stockholm (Globen)

Branky Česka: 8:48 Jiří Kučera, 45:51 Otakar Vejvoda.

Rozhodčí: Hearn (USA) – Frizzell, Sartison (CAN)

Vyloučení: 3:2

Diváků: 11 722
Česko: Roman Turek – Petr Kuchyňa, Jan Vopat, Antonín Stavjaňa, František Kaberle, Jiří Vykoukal, Bedřich Ščerban, Ivan Vlček – Tomáš Sršeň, Jiří Dopita, Richard Žemlička – Otakar Vejvoda, Pavel Patera,Martin Procházka – Radek Bělohlav, Roman Horák, Pavel Geffert – Pavel Janků, Jiří Kučera, Roman Meluzín.
Rusko: Alexej Červjakov – Jevgenij Gribko, Sergej Sorokin, Dmitrij Krasotkin, Andrej Skopincev, Sergej Šenděljev, Alexandr Smirnov, Sergej Fokin, Dmitrij Frolov – Ravil Jakubov, Alexandr Prokopjev, Vladimir Vorobjov – Andrej Tarasenko, Oleg Bělov, Stanislav Romanov – Andrej Chomutov, Vjačeslav Bykov, Sergej Berezin – Alexej Solomatin, Igor Fedulov, Pavel Torgajev.
 Kanada -  USA 	4:1 (2:0, 1:0, 1:1)
3. května 1995 (20:00) – Stockholm (Globen)

Branky Kanady: 14:40 Dale DeGray, 15:30 Jean-Francois Jomphe, 37:16 Todd Hlushko, 53:54 Raffaele Intranuovo.

Branky USA: 46:19 Paul Stanton.

Rozhodčí: Danko (SVK) - Rautavuori (FIN), Langer (GER)

Vyloučení: 4:6 (1:0) + Harkins na 10 min.

Diváků: 13 850

### Semifinále
Švédsko -  Kanada 	3:2pp (0:0, 1:1, 1:1 - 1:0)
5. května 1995 (16:00) – Stockholm (Globen)

Branky Švédska: 25:04 Daniel Alfredsson, 53:45 Mikael Johansson, 68:17 Daniel Alfredsson.

Branky Kanady: 28:15 Luciano Borsato, 46:43 Jean-Francois Jomphe.

Rozhodčí: Danko (SVK) – Burt (USA), Český (CZE)

Vyloučení: 1:6 (1:0)

Diváků: 13 850
 Česko -  Finsko		0:3 (0:1, 0:0, 0:2)
5. května 1995 (20:00) – Stockholm (Globen)

Branky Česka: nikdo

Branky Finska: 19:46 Raimo Helminen, 52:39 Ville Peltonen, 57:13 Mika Nieminen.

Rozhodčí: Bibeau – Frizzel, Sartison (CAN)

Vyloučení: 4:3 (0:1)

Diváků: 12 853
Česko: Roman Turek – Petr Kuchyňa, Jan Vopat, Jiří Vykoukal, Bedřich Ščerban, Ivan Vlček, Antonín Stavjaňa – Tomáš Sršeň, Jiří Dopita, Richard Žemlička – Pavel Janků, Jiří Kučera, Roman Meluzín – Otakar Vejvoda, Pavel Patera,Martin Procházka – Radek Bělohlav, Roman Horák, Pavel Geffert.
Finsko: Jarmo Myllys – Timo Jutila, Janne Niinimaa, Hannu Virta, Marko Kiprusoff, Mika Strömberg, Erik Hämäläinen – Sami Kapanen, Raimo Helminen, Juha Ylönen – Ville Peltonen, Saku Koivu, Jere Lehtinen – Tero Lehterä, Esa Keskinen, Antti Törmänen – Marko Palo, Mika Nieminen, Janne Ojanen.

### Finále
Finsko -  Švédsko 	4:1 (1:0, 2:0, 1:1)
7. května 1995 (15:00) – Stockholm (Globen)

Branky Finska: 8:07 Ville Peltonen, 37:39 Ville Peltonen, 39:56 Ville Peltonen, 42:52 Timo Jutila.

Branky Švédska: 43:58 Jonas Bergkvist.

Rozhodčí: Bibeau (CAN) – Český (CZE), Langer (GER)

Vyloučení: 9:4

Diváků: 13 850

### O 3. místo
Česko -  Kanada 	1:4 (1:1, 0:2, 0:1)
6. května 1995 (16:00) – Stockholm (Globen)

Branky Česka: 10:55 Pavel Geffert.

Branky Kanady: 14:32 Raffaele Intranuovo, 21:19 Iain Fraser, 25:44 Todd Hlushko, 53:38 Jean-Francois Jomphe.

Rozhodčí: Hearn – Burt (USA), Enestedt (SWE)

Vyloučení: 7:6 (1:1, 0:2)

Diváků: 12 175
Česko: Roman Turek – Petr Kuchyňa, Jan Vopat, Jiří Vykoukal, Bedřich Ščerban, Ivan Vlček – Tomáš Sršeň, Jiří Dopita, Richard Žemlička – Otakar Vejvoda, Pavel Patera,Martin Procházka – Pavel Janků, Jiří Kučera, Roman Meluzín – Radek Bělohlav, Roman Horák, Pavel Geffert – Martin Hosták.
Kanada: Corey Hirsch – Leonard Esau, Tom Tilley, Dale DeGray, Greg Andrusak, Jamie Heward, Brian Tutt, Brad Schlegel, Peter Allen – Michael Maneluk, Mark Freer, Jean-Francois Jomphe – Iain Fraser, Andrew McKim, Raffaele Intranuovo – Rick Chernomaz, Chris Bright, Todd Hlushko – Brandon Convery, Chris Govedaris, Luciano Borsato.

### O udržení
Rakousko-  Švýcarsko 		4:0 (1:0, 3:0, 0:0)
2. května 1995 (19:00) – Gävle (Gavlerinken)

Branky Rakouska: 17:30 Andreas Pusnik, 20:40 Dieter Kalt, 32:56 Andreas Pusnik, 38:49 Werner Kerth.

Rozhodčí: Lepaus (FIN) – Český (CZE), Rautavuori (FIN)

Vyloučení: 6:9 (1:0)

Diváků: 3 000
 Rakousko-  Švýcarsko 		4:4 (2:1, 1:1, 1:2)
4. května 1995 (19:00) – Stockholm (Globen)

Branky Rakouska: 2:16 Robin Doyle, 19:48 Werner Kerth, 25:38 Richard Nasheim, 51:54 Richard Nasheim.

Branky Švýcarska: 0:28 Andy Ton, 38:26 Marcel Jenni, 50:27 Patrick Howald, 56:02 Andreas Zehnder.

Rozhodčí: Johansson – Enestedt, Norrman (SWE)

Vyloučení: 10:5 (2:1, 1:0)

Diváků: 7 418

## Statistiky

### Nejlepší hráči podle direktoriátu IIHF
| Brankář | Jarmo Myllys    |
| Obránce | Christer Olsson |
| Útočník | Saku Koivu      |

### All Stars
| Brankář         | Roman Turek    |
| Levý obránce    | Timo Jutila    |
| Pravý obránce   | Tommy Sjödin   |
| Levé křídlo     | Jere Lehtinen  |
| Střední útočník | Saku Koivu     |
| Pravé křídlo    | Ville Peltonen |

### Kanadské bodování
| Poř. | Kanadské bodování | Branky | Přihrávky | Body |
| ---- | ----------------- | ------ | --------- | ---- |
| 1.   | Andrew McKim      | 6      | 7         | 13   |
| 2.   | Ville Peltonen    | 6      | 5         | 11   |
| 3.   | Saku Koivu        | 5      | 5         | 10   |
| 4.   | Mikael Johansson  | 3      | 6         | 9    |
| 4.   | Andreas Johansson | 3      | 6         | 9    |
| 6.   | Iain Fraser       | 2      | 7         | 9    |
| 7.   | Sergej Berezin    | 7      | 1         | 8    |
| 8.   | Jon Morris        | 3      | 5         | 8    |
| 9.   | Christian Pouget  | 2      | 6         | 8    |
| 10.  | Raimo Helminen    | 1      | 7         | 8    |

### Soupiska Finska
1.  Finsko

Brankáři: Jarmo Myllys, Ari Sulander, Jukka Tammi

Obránci: Erik Hämäläinen, Timo Jutila, Marko Kiprusoff, Janne Niinimaa, Petteri Nummelin, Mika Strömberg, Hannu Virta.

Útočníci: Raimo Helminen, Sami Kapanen, Esa Keskinen, Saku Koivu, Tero Lehterä,Jere Lehtinen, Mika Nieminen, Janne Ojanen, Marko Palo, Ville Peltonen, Raimo Summanen, Antti Törmänen, Juha Ylönen.

Trenéři: Curt Lindström, Hannu Aravirta.

### Soupiska Švédska
2.  Švédsko

Brankáři: Boo Ahl, Roger Nordström, Thomas Östlund.

Obránci: Tomas Jonsson, Robert Nordmark, Christer Olsson, Marcus Ragnarsson, Leif Rohlin, Tommy Sjödin, Fredrik Stillman.

Útočníci: Daniel Alfredsson, Jonas Bergkvist, Charles Berglund, Andreas Dackell, Per-Erik Eklund, Tomas Forslund, Roger Hansson, Erik Huusko, Andreas Johansson, Mikael Johansson, Jonas Johnson, Stefan Nilsson, Stefan Örnskog.

Trenér:

### Soupiska Kanady
3.  Kanada

Brankáři: Dwayne Roloson, Andrew Verner, Corey Hirsch.

Obránci: Leonard Esau, Brian Tutt – , Jamie Heward, Greg Andrusak, Dale DeGray, Peter Allen, Brad Schlegel.

Útočníci: Todd Hlushko, Iain Fraser, Raffaele Intranuovo, Luciano Borsato, Brandon Convery, Andrew McKim, Mark Freer, Rick Chernomaz, Chris Govedaris, Chris Bright, Jean-Francois Jomphe, Michael Maneluk, Tom Tilley.

Trenér:

### Soupiska Česka
4.  Česko

Brankáři: Roman Turek, Roman Čechmánek, Petr Bříza.

Obránci: Petr Kuchyňa, Jan Vopat, Jiří Vykoukal, Bedřich Ščerban, Ivan Vlček, Antonín Stavjaňa, František Kaberle.

Útočníci: Tomáš Sršeň, Jiří Dopita, Richard Žemlička, Otakar Vejvoda, Pavel Patera,Martin Procházka, Pavel Janků,  – Jiří Kučera, Roman Meluzín, Radek Bělohlav, Roman Horák, Pavel Geffert, Martin Hosták.

Trenéři: Luděk Bukač, Zdeněk Uher.

### Soupiska Ruska
5.  Rusko

Brankáři: Sergej Abramov, Alexej Červjakov, Andrej Zujev.

Obránci: Sergej Fokin, Dmitrij Frolov, Jevgenij Gribko, Dmitrij Krasotkin, Andrej Skopincev, Alexandr Smirnov, Sergej Sorokin, Sergej Šenděljev.

Útočníci: Sergej Berezin, Oleg Bělov, Vjačeslav Bykov – , Igor Fedulov, Andrej Chomutov, Ravil Jakubov, Alexandr Prokopjev, Stanislav Romanov, Alexej Solomatin, Andrej Tarasenko, Pavel Torgajev, Vladimir Vorobjov.

Trenér:

### Soupiska USA
6.  USA

Brankáři: Pat Jablonski, Tim Thomas, Roy Leblanc.

Obránci: Keith Aldridge, Chris Imes, Brett Hauer, Jason Mcbain, Brian Rafalski, Tom O'Regan, Joe Frederick, Paul Stanton, Patrick Neaton.

Útočníci: Craig Charron, Brad Jones, Jacques Joubert, Mike Knuble, Cal Mcgowan, Jon Morris, Chris O'Sullivan, Mike Pomichter, Todd Harkins, James Spencer, Timothy Beroland.

Trenér:

### Soupiska Itálie
7.  Itálie

Brankáři: Mario Brunetta, Bruno Campese, Michael Rosati,

Obránci: Robert Obeerauch, Leo Insam, Giorgio Camploi, Giovanni Marchetti, Anthony Circelli, Christoph Bartolome, Robert Nardella, Michael Deangelis.

Útočníci: Armando Chelodi, John Massara, Lino Detoni, Roland Ramoser, Maurizio Mansi, Bruno Zarrilo, Gaetano Orlando, Mario Chitarroni, Giuseppe Busillo, Lucio Topatigh, Martin Pavlů, Stefano Figliuzzi.

Trenér:

### Soupiska Francie
8.  Francie

Brankáři: Antonie Mindjimba, Petri Ylönen, Michel Valliere.

Obránci: Jean Soghomonian, Serge Djelloul, Steven Woodburn, Terrence Zytynsky, Jean Lemoine, Denis Perez, Serge Poudier.

Útočníci: Lionel Orsolini, Stephane Barin, Pierre Pousse, Philippe Bozon, André Vittenberg, Eric Lemarque, Franck Pajonkowski, Christophe Ville, Michel Galarneau, Antoine Richer, Christian Pouget, Roger Dubé, Patrick Dunn.

Trenér:

### Soupiska Německa
9.  Německo

Brankáři: Josef Heiss, Klaus Merk, Marc Seliger.

Obránci: Michael Bresagk, Torsten Kienass, Mirco Lündermann, Andreas Niederberger, Ulrich Hiemer, Daniel Nowak, Marcus Wieland, Jayson Meyer.

Útočníci: Thomas Brandl, Reemt Pyka, Georg Holzmann, Leo Stefan, Raimond Hilger, Benoit Doucet, Andreas Lupzig, Sven Zywitza, Georg Franz, Günther Oswald, Martin Reichel, Alexander Cerikow.

Trenér:

### Soupiska Norska
10.  Norsko

Brankáři: Robert Schistad, Jim Marthinsen.

Obránci: Peter Salsten, René Hansen, Tommy Jakobsen, Johnny Nilsen, Geir Hoff, Sven Nörstebö, Carl Andersen, Öysten Olsen.

Útočníci: Henrik Abby, Örjan Lövdal, Trond Magnussen, Petter Thoresen, Erik Paulsen, Erik Tveten, Björn Dahl, Rune Fjeldstadt, Tom Juhansen, Sjur Nilsen, Marius Rath, Espen Knutsen.

Trenér:

### Soupiska Rakouska
11.  Rakousko

Brankáři: Michael Puschacher, Michael Suttnig, Claus Dalpiaz.

Obránci: Karl Heinzle, James Burton, Gerhard Unterluggauer, Engelbert Linder, Michael Shea, Robin Doyle, Herbert Hohenberger, Michael Günter, Martin Ulrich.

Útočníci: Andreas Pusnik, Gerald Rauchenwald, Gerald Ressmann, Gerhard Puschnik, Manfred Mühr, Richard Nasheim, Patrick Pilloni, Kenneth Strong, Werner Kerth, Helmut Karel, Dieter Kalt.

Trenér:

### Soupiska Švýcarska
12.  Švýcarsko

Brankáři: Reto Pavoni, Renato Tosio.

Obránci: Martin Brich, Andreas Zehnder, Sandro Bertaggia, Martin Bruderer, Samuel Balmer, Marco Bayer.

Útočníci: Patrick Howald, Felix Hollenstein, Roberto Triulzi, Theo Wittmann, Bruno Erni, Jaen Aeschlimann, Andy Ton, Roman Wäger, Thomas Heldner, Harry Rogenmoser, Marcel Jenni, Vjeran Ivankovič, Christian Weber.

Trenér:

### Konečné pořadí
| 59. | Mistrovství světa | Z | V | R | P | Skóre | B  |
| --- | ----------------- | - | - | - | - | ----- | -- |
| 1.  | Finsko            | 8 | 6 | 1 | 1 | 34:15 | 13 |
| 2.  | Švédsko           | 8 | 5 | 1 | 2 | 28:15 | 11 |
| 3.  | Kanada            | 8 | 4 | 1 | 3 | 27:21 | 9  |
| 4.  | Česko             | 8 | 4 | 0 | 4 | 17:16 | 8  |
| 5.  | Rusko             | 6 | 5 | 0 | 1 | 26:12 | 10 |
| 6.  | USA               | 6 | 3 | 2 | 1 | 18:15 | 8  |
| 7.  | Itálie            | 6 | 3 | 1 | 2 | 14:18 | 7  |
| 8.  | Francie           | 6 | 3 | 0 | 3 | 14:16 | 6  |
| 9.  | Německo           | 5 | 1 | 0 | 4 | 11:20 | 2  |
| 10. | Norsko            | 5 | 1 | 0 | 4 | 9:18  | 2  |
| 11. | Rakousko          | 7 | 1 | 1 | 5 | 17:31 | 3  |
| 12. | Švýcarsko         | 7 | 0 | 1 | 6 | 14:32 | 1  |

## MS Skupina B
|    |                | SVK  | LAT  | POL  | NED  | DEN | JPN  | GBR | ROM  | V | R | P | Skóre | B  |
| 1. | Slovensko      | ***  | 4:3  | 10:0 | 13:4 | 6:2 | 9:3  | 7:3 | 11:0 | 7 | 0 | 0 | 60:15 | 14 |
| 2. | Lotyšsko       | 3:4  | ***  | 6:2  | 6:1  | 9:2 | 15:2 | 8:4 | 18:1 | 6 | 0 | 1 | 65:16 | 12 |
| 3. | Polsko         | 0:10 | 2:6  | ***  | 8:1  | 3:1 | 7:5  | 1:4 | 6:3  | 4 | 0 | 3 | 29:30 | 8  |
| 4. | Nizozemsko     | 4:13 | 1:6  | 1:8  | ***  | 3:2 | 4:3  | 2:3 | 5:3  | 3 | 0 | 4 | 20:38 | 6  |
| 5. | Dánsko         | 1:6  | 2:9  | 1:3  | 2:3  | *** | 5:1  | 9:2 | 9:4  | 3 | 0 | 4 | 30:28 | 6  |
| 6. | Japonsko       | 3:9  | 2:15 | 5:7  | 3:4  | 1:5 | ***  | 4:3 | 8:2  | 2 | 0 | 5 | 26:45 | 4  |
| 7. | Velká Británie | 3:7  | 4:8  | 4:1  | 3:2  | 2:9 | 3:4  | *** | 0:2  | 2 | 0 | 5 | 19:35 | 4  |
| 8. | Rumunsko       | 0:11 | 1:18 | 3:6  | 3:5  | 4:9 | 2:8  | 2:0 | ***  | 1 | 0 | 6 | 15:57 | 2  |

 Lotyšsko -  Rumunsko 18:1 (6:0, 7:1, 5:0)
12. dubna 1995 – Bratislava
 Velká Británie -  Slovensko 3:7 (1:0, 1:4, 1:3)
12. dubna 1995 – Bratislava
 Polsko -  Nizozemsko 8:1 (3:1, 2:0, 3:0)
12. dubna 1995 – Bratislava
 Japonsko -  Dánsko 1:5 (0:1, 1:2, 0:2)
12. dubna 1995 – Bratislava
 Rumunsko -  Velká Británie 2:0 (0:0, 2:0, 0:0)
13. dubna 1995 – Bratislava
 Japonsko -  Slovensko 3:9 (0:6, 2:1, 1:2)
13. dubna 1995 – Bratislava
 Nizozemsko -  Lotyšsko 1:6 (0:2, 1:2, 0:2)
13. dubna 1995 – Bratislava
 Dánsko -  Polsko 1:3 (1:2, 0:1, 0:0)
13. dubna 1995 – Bratislava
 Velká Británie -  Nizozemsko 3:2 (1:1, 0:1, 2:0)
15. dubna 1995 – Bratislava
 Japonsko -  Rumunsko 8:2 (2:1, 3:1, 3:0)
15. dubna 1995 – Bratislava
 Polsko -  Slovensko 0:10 (0:3, 0:2, 0:5)
15. dubna 1995 – Bratislava
 Lotyšsko -  Dánsko 9:2 (2:0, 4:0, 3:2)
15. dubna 1995 – Bratislava
 Rumunsko -  Polsko 3:6 (2:1, 0:1, 1:4)
16. dubna 1995 – Bratislava
 Nizozemsko -  Japonsko 4:3 (2:1, 0:1, 2:1)
16. dubna 1995 – Bratislava
 Lotyšsko -  Slovensko 3:4 (1:0, 1:2, 1:2)
16. dubna 1995 – Bratislava
 Dánsko -  Velká Británie 9:2 (2:0, 4:0, 3:2)
16. dubna 1995 – Bratislava
 Lotyšsko -  Polsko 6:2 (1:1, 2:1, 3:0)
18. dubna 1995 – Bratislava
 Nizozemsko -  Rumunsko 5:3 (1:1, 2:2, 2:0)
18. dubna 1995 – Bratislava
 Slovensko -  Dánsko 6:2 (0:0, 3:1, 3:1)
18. dubna 1995 – Bratislava
 Velká Británie -  Japonsko 3:4 (1:1, 2:2, 0:1)
18. dubna 1995 – Bratislava
 Rumunsko -  Dánsko 4:9 (1:5, 1:3, 2:1)
19. dubna 1995 – Bratislava
 Japonsko -  Lotyšsko 2:15 (0:8, 2:3, 0:4)
19. dubna 1995 – Bratislava
 Slovensko -  Nizozemsko 13:4 (3:2, 4:0, 6:2)
19. dubna 1995 – Bratislava
 Polsko -  Velká Británie 3:4 (1:2, 2:1, 0:1)
19. dubna 1995 – Bratislava
 Dánsko -  Nizozemsko 2:3 (0:0, 1:2, 1:1)
21. dubna 1995 – Bratislava
 Polsko -  Japonsko 7:5 (3:1, 1:1, 3:3)
21. dubna 1995 – Bratislava
 Velká Británie -  Lotyšsko 4:8 (1:3, 0:1, 3:4)
21. dubna 1995 – Bratislava
 Slovensko -  Rumunsko 11:0 (3:0, 4:0, 4:0)
21. dubna 1995 – Bratislava

### Soupiska Slovenska
Brankáři: Roman Čunderlík, Jaromír Dragan.

Obránci: Stanislav Jasečko, Miroslav Marcinko, Stanislav Medřík, Ľubomír Sekeráš, Marián Smerčiak, Róbert Švehla, Ján Varholík, Slavomír Vorobeľ.

Útočníci: Zdeno Cíger, Jozef Daňo, Oto Haščák, Branislav Jánoš, Miroslav Ihnačák, Ľubomír Kolník, Róbert Petrovický, Vlastimil Plavucha, René Pucher, Miroslav Šatan, Richard Šechný, Peter Šťastný.

Trenér: Július Šupler.

## MS Skupina C/1

### Skupina A
|    |            | KAZ  | CHN  | BUL | V | R | P | Skóre | B |
| 1. | Kazachstán | ***  | 12:0 | 8:1 | 2 | 0 | 0 | 20:1  | 4 |
| 2. | Čína       | 0:12 | ***  | 4:2 | 1 | 0 | 1 | 4:14  | 2 |
| 3. | Bulharsko  | 1:8  | 2:4  | *** | 0 | 0 | 2 | 3:12  | 0 |

 Bulharsko -  Čína 2:4 (1:2, 0:1, 1:1)
20. března 1995 – Sofie
 Čína -  Kazachstán 0:12 (0:4, 0:2, 0:6)
21. března 1995 – Sofie
 Kazachstán -  Bulharsko 8:1 (2:0, 4:1, 2:0)
22. března 1995 – Sofie

### Skupina B
|    |           | BLR | EST | SLO | V | R | P | Skóre | B |
| 1. | Bělorusko | *** | 6:1 | 5:4 | 2 | 0 | 0 | 11:5  | 4 |
| 2. | Estonsko  | 1:6 | *** | 6:3 | 1 | 0 | 1 | 7:9   | 2 |
| 3. | Slovinsko | 4:5 | 3:6 | *** | 0 | 0 | 2 | 7:11  | 0 |

 Estonsko -  Bělorusko 1:6 (1:1, 0:3, 0:2)
20. března 1995 – Sofie
 Bělorusko -  Slovinsko 5:4 (2:0, 2:2, 1:2)
21. března 1995 – Sofie
 Slovinsko -  Estonsko 3:6 (1:2, 1:4, 1:0)
22. března 1995 – Sofie

### Skupina C
|    |             | UKR  | HUN | YUG  | V | R | P | Skóre | B |
| 1. | Ukrajina    | ***  | 9:1 | 15:3 | 2 | 0 | 0 | 24:4  | 4 |
| 2. | Maďarsko    | 1:9  | *** | 9:1  | 1 | 0 | 1 | 10:10 | 2 |
| 3. | Srbsko a ČH | 3:15 | 1:9 | ***  | 0 | 0 | 2 | 4:24  | 0 |

- Jugoslávie byla zařazena zpět do Mistrovství světa díky skončení sankcí kvůli válce v Bosně.

 Srbsko a ČH -  Ukrajina 3:15 (1:4, 1:5, 1:6)
20. března 1995 – Sofie
 Ukrajina -  Maďarsko 9:1 (4:1, 3:0, 2:0)
21. března 1995 – Sofie
 Maďarsko -  Srbsko a ČH 9:1 (4:0, 3:1, 2:0)
22. března 1995 – Sofie

### Finále
|    |            | BLR | KAZ | UKR | V | R | P | Skóre | B |
| 1. | Bělorusko  | *** | 2:1 | 3:1 | 2 | 0 | 0 | 5:2   | 4 |
| 2. | Kazachstán | 1:2 | *** | 2:2 | 0 | 1 | 1 | 3:4   | 1 |
| 3. | Ukrajina   | 1:3 | 2:2 | *** | 0 | 1 | 1 | 3:5   | 1 |

 Ukrajina -  Kazachstán 2:2 (0:0, 1:2, 1:0)
24. března 1995 – Sofie
 Bělorusko -  Ukrajina 3:1 (2:1, 1:0, 0:0)
25. března 1995 – Sofie
 Kazachstán -  Bělorusko 1:2 (1:1, 0:0, 0:1)
26. března 1995 – Sofie

### O 4. - 6. místo
|    |          | EST | CHN | HUN | V | R | P | Skóre | B |
| 4. | Estonsko | *** | 9:5 | 6:2 | 2 | 0 | 0 | 15:7  | 4 |
| 5. | Čína     | 5:9 | *** | 4:3 | 1 | 0 | 1 | 9:12  | 2 |
| 6. | Maďarsko | 2:6 | 3:4 | *** | 0 | 0 | 2 | 5:10  | 0 |

 Maďarsko -  Čína 3:4 (0:2, 1:1, 2:1)
24. března 1995 – Sofie
 Estonsko -  Maďarsko 6:2 (1:0, 2:1, 3:1)
25. března 1995 – Sofie
 Čína -  Estonsko 5:9 (1:2, 3:3, 1:4)
26. března 1995 – Sofie

### O 7. - 9. místo
|    |             | SLO  | YUG | BUL  | V | R | P | Skóre | B |
| 7. | Slovinsko   | ***  | 7:3 | 14:1 | 2 | 0 | 0 | 21:4  | 4 |
| 8. | Srbsko a ČH | 3:7  | *** | 6:0  | 1 | 0 | 1 | 9:7   | 2 |
| 9. | Bulharsko   | 1:14 | 0:6 | ***  | 0 | 0 | 2 | 1:20  | 0 |

 Srbsko a ČH -  Bulharsko 6:0 (2:0, 1:0, 3:0)
24. března 1995 – Sofie
 Slovinsko -  Srbsko a ČH 7:3 (1:0, 5:1, 1:2)
25. března 1995 – Sofie
 Bulharsko -  Slovinsko 1:14 (0:6, 0:3, 1:5)
26. března 1995 – Sofie

## MS Skupina C/2

### Skupina A
|    |           | LIT  | ESP  | BEL  | AUS  | GRE  | V | R | P | Skóre | B |
| 1. | Litva     | ***  | 4:3  | 8:2  | 8:2  | 20:1 | 4 | 0 | 0 | 40:8  | 8 |
| 2. | Španělsko | 3:4  | ***  | 4:1  | 4:2  | 21:1 | 3 | 0 | 1 | 32:8  | 6 |
| 3. | Belgie    | 2:8  | 1:4  | ***  | 10:2 | 5:5  | 1 | 1 | 2 | 18:19 | 3 |
| 4. | Austrálie | 2:8  | 2:4  | 2:10 | ***  | 10:2 | 1 | 0 | 3 | 16:24 | 2 |
| 5. | Řecko     | 1:20 | 1:21 | 5:5  | 2:10 | ***  | 0 | 1 | 3 | 9:56  | 1 |

 Belgie -  Řecko 5:5 (1:2, 3:0, 1:3)
21. března 1995 – Johannesburg
 Španělsko -  Litva 3:4 (0:2, 3:1, 0:1)
21. března 1995 – Johannesburg
 Řecko -  Španělsko 1:21 (0:7, 1:8, 0:6)
22. března 1995 – Johannesburg
 Belgie -  Austrálie 10:2 (3:1, 4:0, 3:1)
22. března 1995 – Johannesburg
 Litva -  Belgie 8:2 (3:2, 5:0, 0:0)
24. března 1995 – Johannesburg
 Řecko -  Austrálie 2:10 (1:2, 0:4, 1:4)
24. března 1995 – Johannesburg
 Litva -  Řecko 20:1 (5:0, 5:0, 10:1)
26. března 1995 – Johannesburg
 Austrálie -  Španělsko 2:4 (1:0, 1:2, 0:2)
26. března 1995 – Johannesburg
 Austrálie -  Litva 2:8 (0:4, 0:2, 2:2)
27. března 1995 – Johannesburg
 Španělsko -  Belgie 4:1 (1:0, 2:0, 1:1)
27. března 1995 – Johannesburg

### Skupina B
|    |             | CRO  | KOR | ISR  | RSA  | NZL  | V | R | P | Skóre | B |
| 1. | Chorvatsko  | ***  | 4:3 | 7:0  | 11:1 | 19:5 | 4 | 0 | 0 | 41:9  | 8 |
| 2. | Korea       | 3:4  | *** | 7:1  | 9:4  | 3:2  | 3 | 0 | 1 | 37:9  | 6 |
| 3. | Izrael      | 0:7  | 1:7 | ***  | 8:1  | 12:0 | 2 | 0 | 2 | 22:15 | 4 |
| 4. | JAR         | 1:11 | 4:9 | 1:8  | ***  | 3:2  | 1 | 0 | 3 | 9:30  | 2 |
| 5. | Nový Zéland | 5:19 | 2:3 | 0:12 | 2:3  | ***  | 0 | 0 | 4 | 7:53  | 0 |

 Chorvatsko -  Nový Zéland 19:5 (6:3, 8:0, 5:2)
21. března 1995 – Johannesburg
 JAR -  Korejská republika 2:8 (0:2, 0:4, 2:2)
21. března 1995 – Johannesburg
 Chorvatsko -  Izrael 7:2 (2:0, 4:0, 1:2)
22. března 1995 – Johannesburg
 Nový Zéland -  Korejská republika 0:19 (0:8, 0:3, 0:8)
22. března 1995 – Johannesburg
 Izrael -  Nový Zéland 12:0 (3:0, 4:0, 5:0)
24. března 1995 – Johannesburg
 JAR -  Chorvatsko 1:11 (0:4, 1:1, 0:6)
24. března 1995 – Johannesburg
 Korejská republika -  Izrael 7:1 (2:1, 3:0, 2:0)
26. března 1995 – Johannesburg
 Nový Zéland -  JAR 2:3 (0:1, 2:2, 0:0)
26. března 1995 – Johannesburg
 Korejská republika -  Chorvatsko 3:4 (0:1, 2:0, 1:3)
27. března 1995 – Johannesburg
 Izrael -  JAR 8:1 (3:0, 3:1, 2:0)
27. března 1995 – Johannesburg

### Finále
|    |            | CRO  | LIT  | ESP  | KOR  | V | R | P | Skóre | B |
| 1. | Chorvatsko | ***  | 3:3  | 6:3  | 4:3* | 2 | 1 | 0 | 13:9  | 5 |
| 2. | Litva      | 3:3  | ***  | 4:3* | 5:2  | 2 | 1 | 0 | 12:8  | 5 |
| 3. | Španělsko  | 3:6  | 3:4* | ***  | 7:5  | 1 | 0 | 2 | 13:15 | 2 |
| 4. | Korea      | 3:4* | 2:5  | 5:7  | ***  | 0 | 0 | 3 | 10:16 | 0 |

- S hvězdičkou = zápasy započítané ze základní skupiny.

 Korejská republika -  Litva 2:5 (2:4, 0:0, 0:1)
29. března 1995 – Johannesburg
 Chorvatsko -  Španělsko 6:3 (2:0, 1:1, 3:2)
29. března 1995 – Johannesburg
 Španělsko -  Korejská republika 7:5 (2:2, 3:2, 2:1)
30. března 1995 – Johannesburg
 Litva -  Chorvatsko 3:3 (0:0, 0:2, 3:1)
30. března 1995 – Johannesburg

### O 5. - 8. místo
|    |           | BEL   | IZR  | AUS   | RSA  | V | R | P | Skóre | B |
| 5. | Belgie    | ***   | 2:7  | 10:2* | 10:1 | 2 | 0 | 1 | 22:10 | 4 |
| 6. | Izrael    | 7:2   | ***  | 1:5   | 8:1* | 2 | 0 | 1 | 16:8  | 4 |
| 7. | Austrálie | 2:10* | 5:1  | ***   | 10:6 | 2 | 0 | 1 | 17:17 | 4 |
| 8. | JAR       | 1:10  | 1:8* | 6:10  | ***  | 0 | 0 | 3 | 8:28  | 0 |

- S hvězdičkou = zápasy započítané ze základní skupiny.

 Belgie -  JAR 10:1 (3:0, 2:0, 5:1)
29. března 1995 – Johannesburg
 Austrálie -  Izrael 5:1 (2:0, 2:1, 1:0)
29. března 1995 – Johannesburg
 JAR -  Austrálie 6:10 (2:5, 4:1, 0:4)
30. března 1995 – Johannesburg
 Izrael -  Belgie 7:2 (3:0, 1:1, 3:1)
30. března 1995 – Johannesburg

### O 9. místo
Řecko -  Nový Zéland 10:7 (3:2, 4:4, 3:1)
30. března 1995 – Johannesburg
- Týmy na 2. až 7. místě vytvořily Mistrovství světa 1996 skupinu D. Řecko a Nový Zéland budou hrát kvalifikaci o postup na Mistrovství světa 1996 skupiny D. Jižní Afrika odřekla účast na příštím Mistrovství světa.